# 268057 Michaelkaschke
268057 Michaelkaschke este o planetă minoră (asteroid), cu un diametru de 4,051 km, din centura de asteroizi. A fost descoperită pe 8 septembrie 2004 la Observatorul Kleť de Observatorul Kleť. 
Obiectul prezintă o orbită caracterizată de o semiaxă mare de 2,8062504697896 UAi, o excentricitate de 0,084137174319749, o înclinație de 3,2703774775344 ° în raport cu ecliptica.